# Sura bicolor
Sura bicolor är en fjärilsart som beskrevs av Le Cerf 1917. Sura bicolor ingår i släktet Sura och familjen glasvingar. Inga underarter finns listade i Catalogue of Life.